# 時田成美
時田 成美（ときた なるみ、1973年3月12日 - ）は、日本の元タレント、元女優。
東京都渋谷区出身。かつてホリプロに所属していた。

## 来歴
1982年に劇団日本児童入団。日本児童時代には、『笑点』のちびっこ大喜利の回答者としても出演していた。
1986年10月～1987年3月放送のテレビドラマ『赤いシュート!』（関西テレビ）にて、ドラマ初主演。
1987年6月、第6回ミスマガジンにて「アイドル賞」受賞。これを機に、同年のミスマガジングランプリ、他の各賞受賞者と共に7人組女性アイドルグループ『アイドル夢工場』に加入。1987年7月1日にアイドル夢工場の曲『アドベンチャー・ドリーム』でレコードデビュー。
アイドル夢工場解散後も、女優として1990年代前半頃まで活動していた。

## 人物
1987年当時の公称サイズは、身長154cm、B78cm、W59cm、H81cm。血液型B型。
得意科目は体育、不得意科目は数学。
中学生時代の部活はクッキングクラブで、特技はお菓子作り。一方でバスケットボール部にも入っていた。
走るのが好きで、体力には自信があると話していたことがある。
本人曰く、ひょうきんな性格（1987年当時の談）。1987年当時、好きだたったタレントは所ジョージ。
中学1年生の頃は、小泉今日子や中山美穂、『男女7人夏物語』の大竹しのぶに憧れていた。

## 出演

### テレビドラマ
- 月曜ドラマランド『どっきり天馬先生』（1983年10月31日、フジテレビ）
- 西部警察 PART-III（1983年11月20日、テレビ朝日 / 石原プロ） - 第28回「大将と二等兵」・西部小学校生徒 役（緑ワンピース/白なわとび）
- 花王愛の劇場 その時、妻は（1984年9月 - 11月、TBSテレビ）
- 私鉄沿線97分署（テレビ朝日 / 国際放映） - 第36話「アイツったら…さらわれた!?」
- 月曜ドラマランド ライパチくん（1985年10月21日、フジテレビ）
- 赤いシュート!（1986年 - 1987年、関西テレビ） - 主演・朝川理緒　役
- ギョーカイ君が行く!（1987年、フジテレビ）
- 主婦代行いたします（1987年、日本テレビ） - 桑野由香 役
- 風少女（1988年、日本テレビ）
- あぶない少年III（1988年 - 1989年、テレビ東京） - 辻堂始発の実妹 役
- 青春オーロラ・スピン スワンの涙（1989年、フジテレビ） - 梶原明子 役
- B級ホラー WARASHI（1991年 - 1992年、TBS）
- 恋のStep Up 他人の女攻略法（1992年、TBS）
- もっと、ときめきを（1992年3月17日、日本テレビ）
- 主婦たちのざけんなヨII（1992年5月15日、フジテレビ）
- 本当にあった怖い話（1992年8月31日、テレビ朝日） - 第16回「呪われた人形」
- 映画みたいな恋したい『ミッドナイト・ラン』（1992年10月10日、テレビ東京）
- 高校教師（TBSテレビ） - 第7話出演

### 映画
- ザ・サムライ（1986年2月15日公開、東映） - 血祭彩子 役